# Aufrechte Trespe

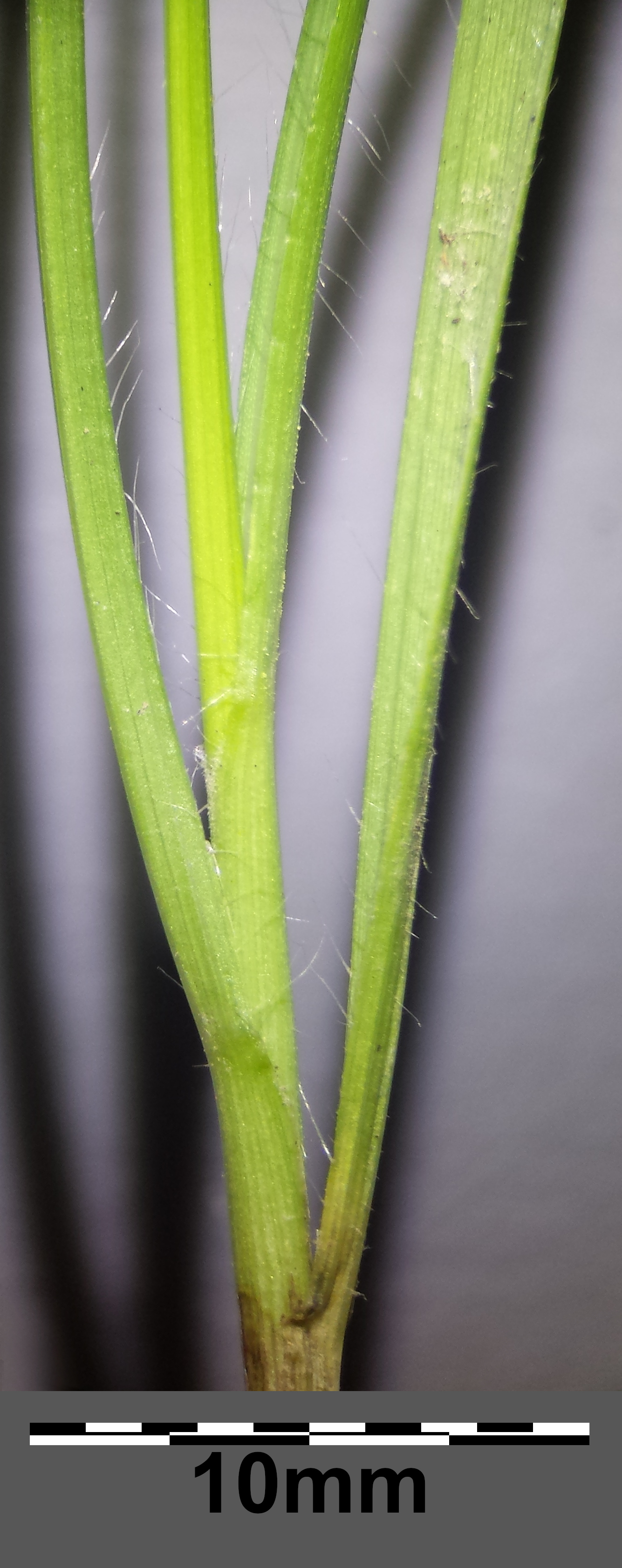
Stängel mit locker bewimperten Laubblättern

Die Aufrechte Trespe (Bromus erectus), auch Berg-Trespe genannt, ist eine Pflanzenart aus der Gattung der Trespen (Bromus) innerhalb der Familie der Süßgräser (Poaceae).

## Beschreibung

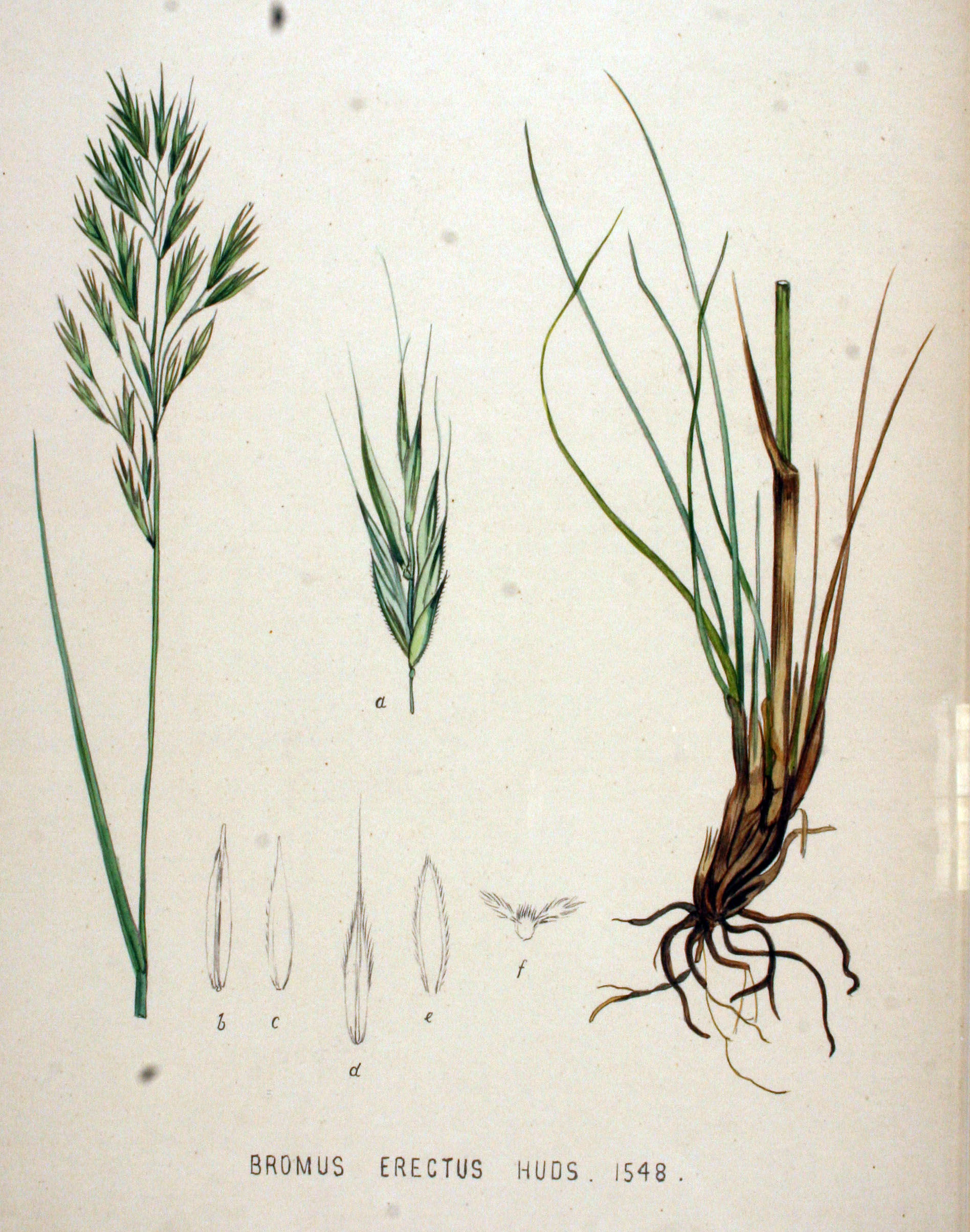
Illustration aus Flora Batava, Volume 20

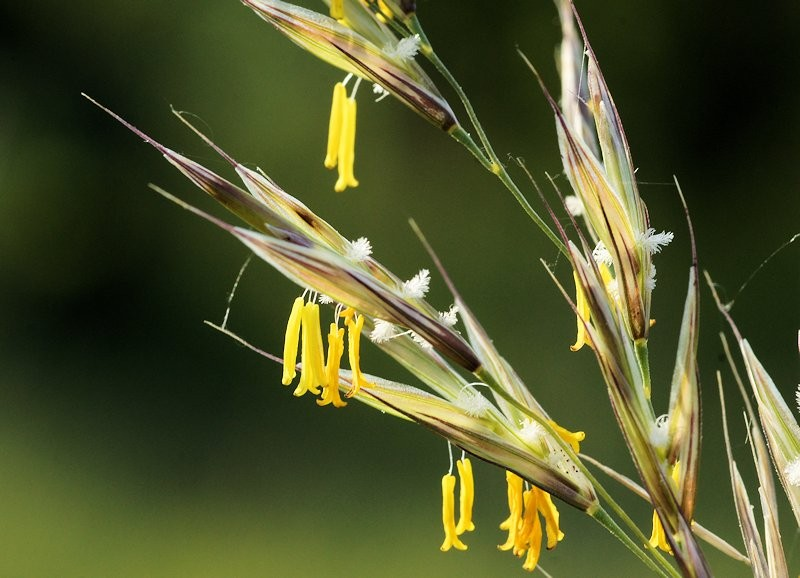
Blütenstand

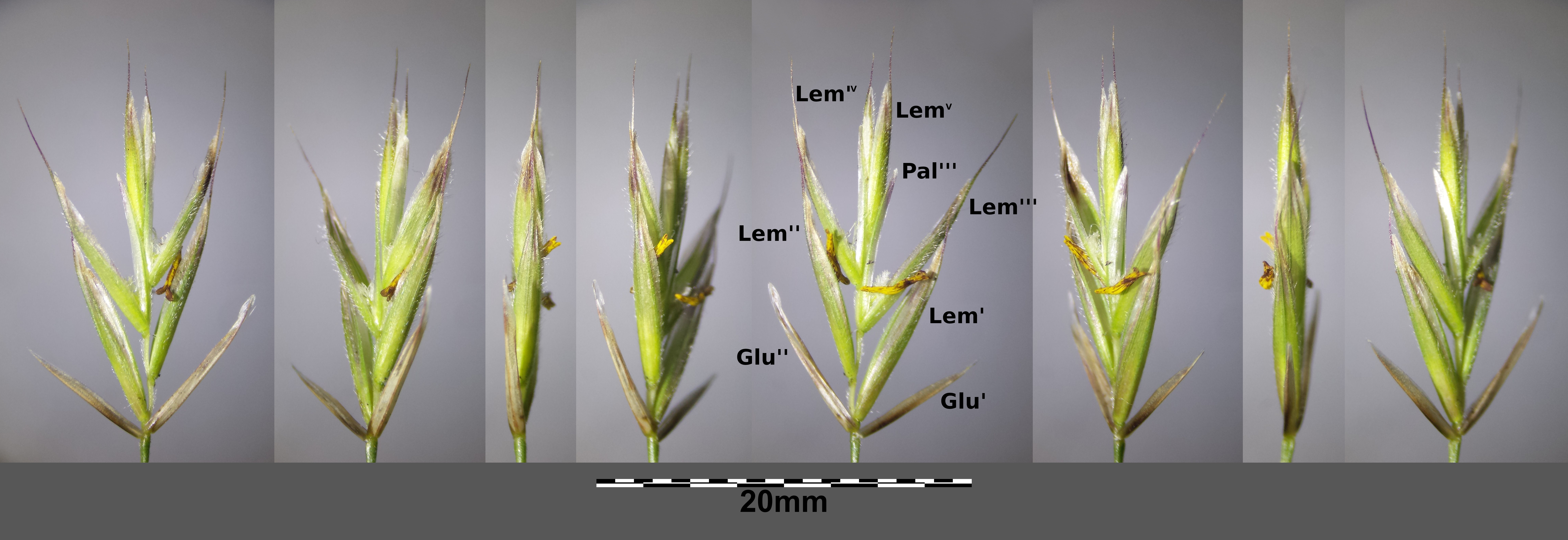
Ährchen: Glu = Hüllspelze, Lem = Deckspelze, Pl = Vorspelze

### Vegetative Merkmale
Die Aufrechte Trespe ist eine ausdauernde krautige Pflanze, die Wuchshöhen von 40 bis 120 Zentimetern erreicht. Dieses hohe Wiesengras wächst in lockeren bis dichten Horsten und kann bis in 60 Zentimeter Tiefe wurzeln. Die dünnen bis kräftigen, selten behaarten Halme wachsen steif aufrecht und verfügen über drei bis vier Knoten. Die gelblichgrünen bis graugrünen Grundblätter sind schmal mit bis zu 30 Zentimeter langen und 2 bis 3 Millimeter breiten Spreiten. Die oberen Blätter sind meist flach und bis zu 6 Millimeter breit. Diese sind lang und fein zugespitzt und locker behaart oder kahl. Die grundständigen Blätter sind bei Trockenheit oft zusammengerollt und am Rand bewimpert. Das gezähnelte Blatthäutchen (Ligula) erreicht 1 bis 3 Millimeter Länge. Die auf dem Rücken gerundeten Blattscheiden sind geschlossen, röhrenförmig und unten abstehend behaart oder kahl, oben fast immer kahl. Am Übergang zwischen Blattscheide und Blattspreite sind keine Öhrchen ausgebildet.

### Generative Merkmale
Die Blütezeit liegt zwischen Juni bis Juli. Die 10 bis 25 Zentimeter langen, purpurfarbenen bis rötlichen oder grünen Rispen wachsen aufrecht oder seltener auch nickend und verfügen über dicht in Büscheln bis locker stehende aufrechte Rispenäste. Die Rispenäste sind rau und tragen ein bis vier Ährchen. Die hellbraun-rötlichen Ährchen sind schlank und leicht zusammengedrückt. Sie erreichen 15 bis 40 Millimeter Länge und sind vier- bis vierzehnblütig. Die 7 bis 12 Millimeter langen Hüllspelzen sind verschieden. Die untere ist schmal, fein zugespitzten und einnervig; die obere ist breiter und dreinervig. Die schmal-lanzettlichen, siebennervigen Deckspelzen überdecken sich, erreichen 8 bis 15 Millimeter Länge, sind zugespitzt oder leicht zweizähnig und an der Spitze und auf dem Rücken gekielt. Sie sind von der Spitze ausgehend begrannt. Die Granne wird etwa 2 bis 8 Millimeter lang. Die Vorspelzen sind kürzer als die Deckspelzen. Die zwei Kiele der Vorspelzen sind rau. Die Staubbeutel (Antheren) sind orange oder rötlich-orange und 5 bis 7 Millimeter lang.
Die Früchte (Karyopsen) sind an der Spitze haarig und fest mit der verhärteten Deck- und Vorspelze umschlossen.
Die Chromosomenzahl beträgt 2n = 42, 56.

## Ökologie
Dieses Gras ist ein Intensivwurzler und kann bis in 60 Zentimeter Tiefe wurzeln.

## Vorkommen
Die Aufrechte Trespe ist in Europa mit Ausnahme Nordeuropas, in Nordafrika und Südwestasien verbreitet und ist auch in Tibet zu finden. Sie kommt vom Flachland bis ins Gebirge bis in Höhenlagen von 1300 Metern vor. In Nordamerika und Südamerika ist sie ein Neophyt. In den Allgäuer Alpen steigt sie bis zu 1100 Metern Meereshöhe auf. In Graubünden steigt sie bei Ardez bis 2100 Meter auf.
Die Aufrechte Trespe wächst oft bestandsbildend in Kalk-Magerrasen, auf entwässerten Moorwiesen und auf steinig sonnigen Hängen, an Wegrändern und auf Dämmen. Sie bevorzugt gut durchlässige, lockere, mäßig trockene, basenreiche, mäßig saure und nährstoffarme Lehm-, Kalk-, Mergel- und Lössböden. Außerdem kommt sie gern auf Kalk, Basalt, Porphyr oder Gneis vor.
Die Aufrechte Trespe ist ein ertragsarmes Gras extensiv genutzter Kalk-Magerrasen (Festuco-Brometalia) und trockener Glatthaferwiesen (Arrhenatherion). Es wird durch Mahd gefördert, jedoch durch Beweidung zurückgedrängt. Gemeinsam mit der Fieder-Zwenke (Brachypodium pinnatum) breitet sich die Aufrechte Trespe vor allem in brachliegenden, ehemals beweideten Kalk-Magerrasen aus. Durch deren hartes und rohfaserreiches Halm- und Blattmaterial bildet sich ein schwer- bis unzersetzbarer Filz, der einen Rückgang lichtbedürftiger Pflanzenarten bedingt. Dieses betrifft besonders zahlreiche für Magerrasen typische Arten, die durch die Seltenheit und Gefährdung des Biotops als gefährdet gelten, und wirkt sich auch nachweisbar verarmend auf die Vielfalt herbivorer Insekten aus. Durch Maßnahmen wie zum Beispiel die Beweidung mit Rindern soll der Fortbestand der Magerrasen in ihrer natürlichen und charakteristischen Pflanzenartenzusammensetzung gesichert werden. Die Beweidung mit Schafen, besonders bei Koppelhaltung, ist eher förderlich für die Ausbreitung der Aufrechten Trespe, weil sie von Schafen nicht gefressen wird.
Als Magerkeitszeiger hat es seinen Schwerpunkt auf stickstoffarmen, zumeist kalkreichen Böden. Es ist eine Halblicht- bis Volllichtpflanze und erträgt nur eine geringe Beschattung. Es ist ein Mäßigwärmezeiger, das heißt, es hat im Wärmegefälle von der kalten schneebedeckten (nivalen) Höhenstufe bis in warme Tieflagen ein Schwergewicht in submontan-temperaten Bereichen. Sein ökologisches Verhalten lässt sich anhand der Zeigerwerte nach Ellenberg wie folgt zusammenfassen: L-8, T-5, K-2, F-3, R-8, N-3, S-0.

### Ausbreitungsgeschichte
Nach Hans Joachim Conert hat sich die Aufrechte Trespe im 20. Jahrhundert über die Grenze der deutschen Mittelgebirge hinaus nach Skandinavien ausgebreitet. Sie ist wohl auch in Mitteldeutschland nicht überall einheimisch. Im norddeutschen Flachland wurde sie mit Grassaat eingeführt, aber auch angesät und ist nun eingebürgert.

## Systematik und Verbreitung
Die Erstveröffentlichung von Bromus erectus erfolgte 1762 durch William Hudson in Flora Anglica, S. 39. Diese Art wird aber auch durch Jules Pierre Fourreau 1869 in Annales de la Société Linnéenne de Lyon sér. 2, Band 17, Seite 187 in die Gattung Bromopsis als Bromopsis erecta (Huds.) Fourr. gestellt.

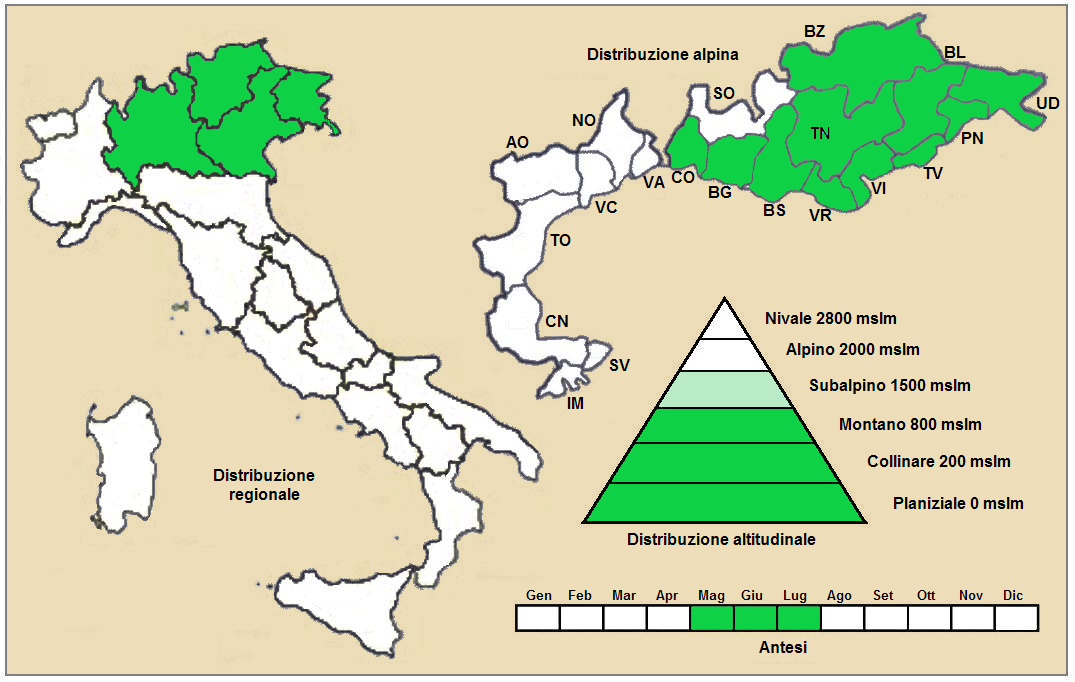
Verbreitung der Dichten Aufrechten Trespe in Norditalien

Es gibt von Bromus erectus mehrere Unterarten:
- Dichte Aufrechte Trespe[8] (Bromus erectus subsp. condensatus (Hack.) Asch. & Graebn., Syn.: Bromus condensatus Hack., Bromopsis condensata (Hack.) Holub): Sie kommt in Frankreich, Italien, in der Schweiz, in Österreich, Kroatien, Montenegro und Albanien vor.[9] Die ökologischen Zeigerwerte nach Landolt et al. 2010 sind in der Schweiz für diese Unterart: Feuchtezahl F = 1+ (trocken), Lichtzahl L = 4 (hell), Reaktionszahl R = 4 (neutral bis basisch), Temperaturzahl T = 4+ (warm-kollin), Nährstoffzahl N = 2 (nährstoffarm), Kontinentalitätszahl K = 4 (subkontinental).[8] Sie gedeiht in Mitteleuropa in der Gesellschaft des Andropogonetum grylli.[4]
- Gewöhnliche Aufrechte Trespe[8] (Bromus erectus Huds. subsp. erectus, Syn.: Bromopsis erecta (Huds.) Fourr. subsp. erecta): Europa, Nordafrika, temperates Asien, Kaukasus. Die ökologischen Zeigerwerte nach Landolt et al. 2010 sind in der Schweiz für diese Unterart: Feuchtezahl F = 2w (mäßig trocken aber mäßig wechselnd), Lichtzahl L = 4 (hell), Reaktionszahl R = 4 (neutral bis basisch), Temperaturzahl T = 4 (kollin), Nährstoffzahl N = 2 (nährstoffarm), Kontinentalitätszahl K = 4 (subkontinental).[8]
- Bromus erectus subsp. stenophyllus (Link) Asch. & Graebn. (Syn.: Bromopsis erecta subsp. stenophylla (Link) H.Scholz & Valdés): Sie kommt in Italien und im früheren Jugoslawien vor.[9]
- Bromus erectus subsp. transsilvanicus (Steud.) Asch. & Graebn. (Syn.: Bromopsis erecta subsp. transsilvanica (Steud.) H.Scholz & Valdés): Sie kommt in Italien, Slowenien, Kroatien, Österreich, Ungarn, Rumänien, Bulgarien und Albanien vor.[9]

Von der Art Bromopsis erecta gibt es bei einzelnen Autoren noch weitere Unterarten:
- Bromopsis erecta subsp. alexeenkoi (Tzvelev) Tzvelev: Dieser Endemit kommt in Aserbaidschan vor.[9]
- Bromopsis erecta subsp. gordjaginii (Tzvelev) Tzvelev: Sie kommt im Kaukasusraum vor.[9]
- Bromopsis erecta subsp. longiflora (Spreng.) Dostál: Sie kommt in Tschechien, in der Slowakei, in Deutschland und in Italien vor.[9]
- Bromopsis erecta subsp. microchaeta (Font Quer) H. Scholz & Valdés: Sie kommt in Marokko und in Algerien vor.[9]
- Bromopsis erecta subsp. permixta (H. Lindb.) H.Scholz & Valdés: Sie kommt in Marokko und in Algerien vor.[9]
- Bromopsis erecta subsp. syriaca (Boiss. & C.I.Blanche) H.Scholz & Valdés: Sie kommt in Syrien, im Libanon, in Israel und in Jordanien vor.[9]

## Weiterführende Literatur
- Dietmar Aichele, Heinz-Werner Schwegler: Die Blütenpflanzen Mitteleuropas. Band 5: Schwanenblumengewächse bis Wasserlinsengewächse. Franckh-Kosmos, Stuttgart 1996, ISBN 3-440-06195-7.